# Elektronystagmographie

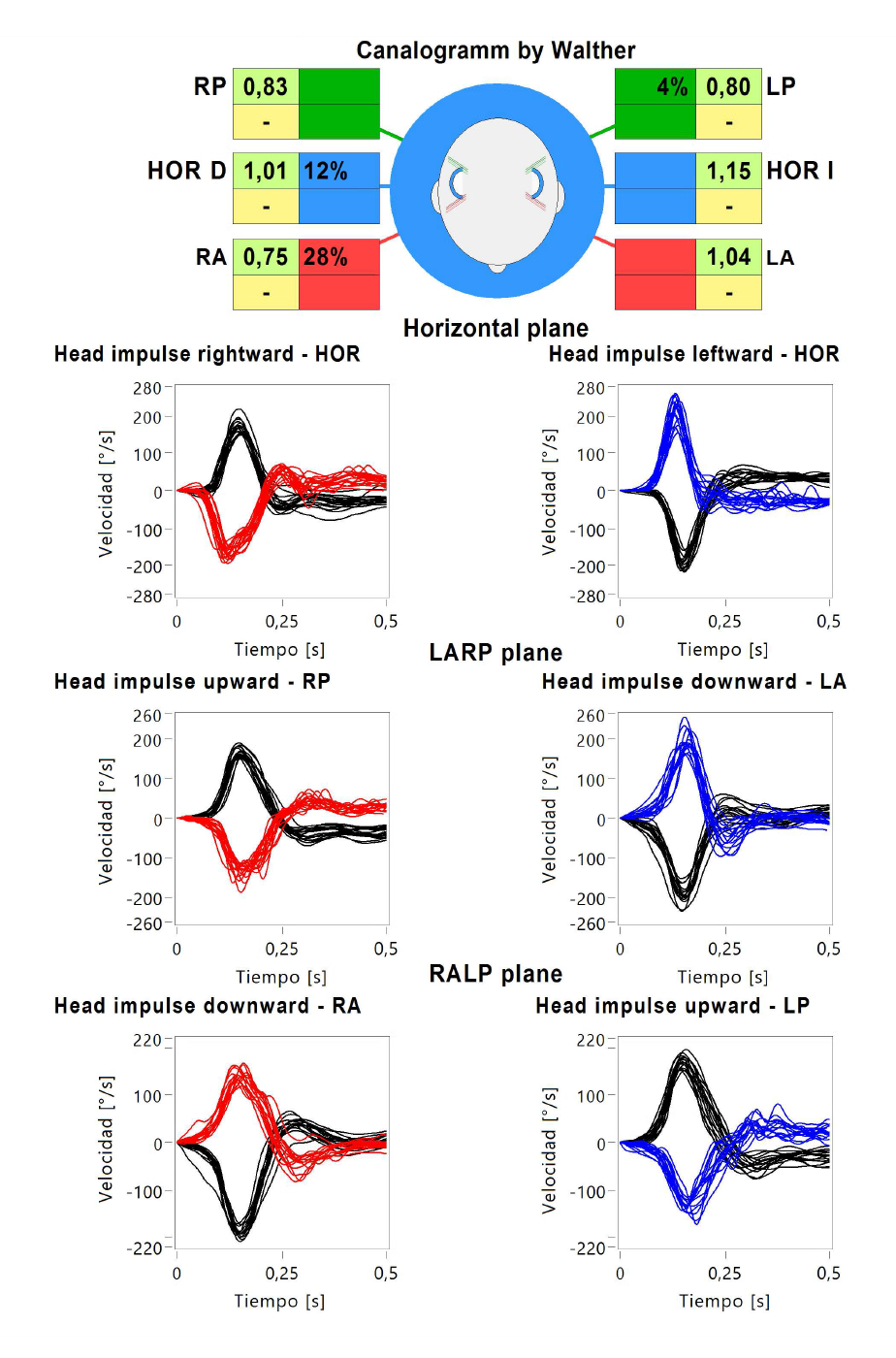

Als Elektronystagmographie (ENG) bezeichnet man ein in der Neurologie, Hals-Nasen-Ohren-, sowie Augenheilkunde angewandtes Untersuchungsverfahren zur Registrierung und Bestimmung schneller, nystagmiformer Augenbewegungen mit Hilfe von aufgeklebten Elektroden.

## Indikationen
Die Elektronystagmographie wird zur objektiven Beurteilung des okulomotorischen und vestibulären Systems bei Patienten mit Schwindel oder Gleichgewichtsstörungen eingesetzt. Sie ist der am weitesten verbreitete klinische Test, um die Gleichgewichtsfunktion zu prüfen. Zudem stellt sie in der Augenheilkunde, insbesondere der Neuroophthalmologie, einen Teilbereich der Elektrookulographie dar, der zur Diagnostik und Bestimmung eines pathologischen, nicht vestibulär bedingten  Nystagmus dient.

## Prinzip
Das menschliche Gleichgewichtssystem registriert ununterbrochen die räumliche Position und sämtliche Bewegungen von Körper und Körperteilen. Die Rauminformationen sind unter anderem nötig, um die Augenbewegungen zu koordinieren. So werden bei Veränderung der Raumlage die Augen stabil gehalten und ein ungestörtes Sehen ermöglicht. Für das Gleichgewicht und das Sehen ist ein komplexes Zusammenspiel verschiedener Prozesse im vestibulären und visuellen System sowie von Afferenzen aus dem Rückenmark und die Hirnstammreflexe (v. a. vestibulookulärer Reflex) notwendig. Viele dieser Funktionen können im ENG getestet werden.
Zur ENG-Untersuchung gehören also:
- Prüfung der Augenbewegungen (optokinetischer Nystagmus): Der Patient soll z. B. mit seinen Augen bewegende Objekte verfolgen, die Bewegungen werden dabei dokumentiert. Die korrekte Funktion der Augenmuskeln und der sie versorgenden Nerven an sich ist dabei vorausgesetzt.
- Prüfung der Reaktion des Gleichgewichtssystems auf Lage bzw. Lagerung
- Prüfung der Reaktion des Gleichgewichtssystems auf kalorische Reizung

Fehlfunktionen äußern sich als pathologischer Nystagmus. Moderne ENG-Systeme sind computergesteuert – von der Reiz-Erzeugung, Registrierung der Antwort über Elektroden bis hin zur automatischen Auswertung.

## Vorbereitung
Voraussetzung für die Durchführung eines ENGs ist es, dass der Patient über ein ausreichendes Sehvermögen verfügt. Vor der Untersuchung wird eine gründliche Anamnese erhoben und der Patienten aufgeklärt bzw. angeleitet. Mögliche unerwünschte Wirkungen, die beim ENG auftreten können, sind Schwindel und Übelkeit.

## Möglichkeiten
Die ENG kann wichtige Erkenntnisse zur Krankengeschichte und der vom Patienten beschriebenen Symptomatik liefern und ermöglicht so oft schon eine Diagnose. Ein Vergleich einzelner Test-Komponenten (z. B. kalorischer und Lagerungsnystagmus) kann auf die grobe Lokalisation der Funktionsstörung hinweisen (z. B. periphere Gleichgewichtsstörung vs. zentrale Gleichgewichtsstörung). Eine genaue Lokalisation von Läsionen im Gleichgewichtssystem ist mit der ENG allein nicht möglich.
Ein normales ENG schließt das Vorhandensein einer Störung des Vestibularsystems nicht aus. Durch bestimmte Medikamente kann das Testergebnis beeinträchtigt werden.

## Alternative
Als Alternative zur Elektronystagmographie werden die Videonystagmographie (VNG), die Registrierung der Augenbewegungen mit einer Videokamera und die Infrarotokulographie (IROG) zunehmend beliebter.